# NX・NPロジスティクス
NX・NPロジスティクス株式会社（エヌエックス・エヌピーロジスティクス、英: NX NP Logistics Co., Ltd.）は、大阪府摂津市に本社を置く、NXグループの総合物流会社であり、主に電機関連の物流を担っている。
2014年1月20日までの旧社名は「パナソニックロジスティクス」で、現在も株式の約3割をパナソニックが保有しており、両社の合弁会社でもある。
2025年1月30日国土交通省物流・自動車局貨物流通事業課トラック・物流荷主特別対策室は勧告を受けた。理由は長時間の荷待ちであった。

## 概要
1977年5月、松下グループ（現・パナソニックグループ）の総合物流会社として発足。2000年に松下電器産業（現・パナソニックホールディングス）の完全子会社となる。
2013年3月28日、日本通運とパナソニックは、日本通運がパナソニックから当社株式の66.6%を取得し、子会社化することで合意したと発表。パナソニックは、日本通運が持つ豊富な海外ネットワークや国内物流網を活用し、物流効率を高めることが狙いとしている。2014年1月20日、株式取得が完了し、日本通運グループ入りする。同時に社名を「日通・パナソニックロジスティクス」へ変更。2019年12月13日、ブランドライセンス契約満了に伴い、「日通・NPロジスティクス」へ社名変更。なお、社名に入る「NP」は「Next generation Progress」に由来し、次世代を担う物流会社としての意味を込めている。
2022年1月1日、日本通運の単独株式移転による持株会社への移行、並びにグループブランド「NX」の導入に伴い、「NX・NPロジスティックス」へ再度社名変更された。

## 沿革
- 1966年（昭和41年）- 松下興産から分離独立、松下倉庫株式会社として発足（資本金1億5000万円）。
- 1977年（昭和52年）- 松下電器グループの総合物流会社として松下物流倉庫株式会社を新発足（株式会社ナショナル商品センターと合併）。
- 1981年（昭和56年）3月 - 関係会社としてパナ物流サービス株式会社を設立。
- 1988年（昭和63年）4月 - パナ物流サービスシンガポール株式会社（PLS）を設立。
- 1990年（平成2年）1月 - パナ物流サービス株式会社と合併し、松下物流株式会社が発足。
- 1995年（平成7年）
  - 1月 - 関係会社としてエム・エル・サービス株式会社を設立。
  - 10月 - M.Iロジスティクス（MIL）設立（合弁）。
- 1997年（平成9年）11月 - 地区松下LM株式会社を設立（8社）。
- 2000年（平成12年）9月 - 松下電器の完全子会社となる。
- 2001年（平成13年）10月 - 地区松下LM8社と合併し、松下ロジスティクス株式会社が発足[9]。
- 2008年（平成20年）10月 - 社名をパナソニック ロジスティクス株式会社に変更[10]。関係会社であるパナソニック ロジスティクスサービス ジャパン（旧・エム・エル・サービス）と合併[11]。
- 2014年（平成26年）1月 - パナソニックが日本通運へ当社株式の一部を譲渡。社名を日通・パナソニックロジスティクス株式会社に変更[6]。
- 2020年（令和2年）1月 - 社名を日通・NPロジスティクス株式会社に変更[5]
- 2022年（令和4年）
  - 1月 - 社名をNX・NPロジスティクス株式会社に変更[8]
  - 3月 - 株式譲渡に伴い、日本通運の親会社であるNIPPON EXPRESSホールディングスの子会社となる[3]。

## 主な事業拠点
- 本社 - 大阪府摂津市東別府3丁目2番6号
- 札幌センター - 北海道札幌市清田区平岡2条5丁目4番1号
- 仙台センター - 宮城県富谷市成田9丁目7番3号
- 東日本グローバル物流センター - 千葉県浦安市港78番地
- 草加センター - 埼玉県草加市弁天3丁目1番82号
- 小牧センター - 愛知県丹羽郡大口町豊田3丁目185番地
- 西日本グローバル物流センター - 兵庫県尼崎市東海岸町13番1号
- 鳥栖センター - 佐賀県鳥栖市姫方町1603番地[12]